# Бельгия на зимних Олимпийских играх 1976
Бельгия принимала участие в Зимних Олимпийских играх 1976 года в Инсбруке (Австрия) в десятый раз за свою историю, но не завоевала ни одной медаль. Сборную страны представляли 3 мужчин и 1 женщина.

## Результаты соревнований

### Горнолыжный спорт
Мужчины
| Соревнование      | Спортсмены     | Скоростной спуск/ 1 спуск | Скоростной спуск/ 1 спуск | Слалом/ 2 спуск | Слалом/ 2 спуск | Всего   | Место | Отставание |
| Соревнование      | Спортсмены     | Время                     | Место                     | Время           | Место           | Всего   | Место | Отставание |
| ----------------- | -------------- | ------------------------- | ------------------------- | --------------- | --------------- | ------- | ----- | ---------- |
| скоростной спуск  | Дидье Ксат     | не проводится             | не проводится             | не проводится   | не проводится   | 1:53,56 | 43    | +7,83      |
| скоростной спуск  | Роберт Бланшар | не проводится             | не проводится             | не проводится   | не проводится   | 1:54,40 | 45    | +8,57      |
| слалом            | Роберт Бланшар | не финишровал             | не финишровал             | —               | —               | —       | —     | —          |
| слалом            | Дидье Ксат     | не финишровал             | не финишровал             | —               | —               | —       | —     | —          |
| гигантский слалом | Роберт Бланшар | 1:57,37                   | 55                        | 2:00,53         | 41              | 3:57,90 | 40    | +30,93     |
| гигантский слалом | Дидье Ксат     | не финишровал             | не финишровал             | —               | —               | —       | —     | —          |

#### Конькобежный спорт
Мужчины
| Соревнование | Спортсмен         | Результат | Место | Отставание |
| ------------ | ----------------- | --------- | ----- | ---------- |
| 1500 метров  | Жильбер Ван Эсбек | 2:12,74   | 28    | +13,36     |
| 5000 метров  | Жильбер Ван Эсбек | 8:29,78   | 30    | +1:05,30   |

Женщины
| Соревнование | Спортсменка    | Результат     | Место | Отставание |
| ------------ | -------------- | ------------- | ----- | ---------- |
| 500 метров   | Линда Ромбаутс | 48,31         | 27    | +5,56      |
| 1000 метров  | Линда Ромбаутс | не стартовала | —     | —          |
| 1500 метров  | Линда Ромбаутс | 2:32,96       | 26    | +16,38     |
| 3000 метров  | Линда Ромбаутс | 5:10,35       | 26    | +25,16     |